# 安达卢西亚马
安达卢西亚马，又称纯种西班牙马或PRE（Pura Raza Española），是一个马的品种，该品种来自伊比利亚半岛，它的祖先已经在那里生活了数千年。安达卢西亚马从15世纪就已经被认作一个单独的品种，并且其构造几个世纪以来变化非常小。在其整个历史上，安达卢西亚马作为战马以勇猛而闻名，并为贵族所珍视。该品种被西班牙政府用作一种外交工具，全欧洲的国王都骑过或拥有过西班牙马。在19世纪，战争、疾病和杂交使马群的数量剧减，尽管19世纪后期有所恢复，但这种趋势一直持续到20世纪初。直到1960年代，从西班牙出口安达卢西亚马都受到限制，但此后尽管其数量少，该品种仍然蔓延到了全世界。2010年，在全球范围内，有超过185,000匹注册的安达卢西亚马。
安达卢西亚马强壮、紧凑而优雅，鬃毛和尾巴又长又浓密。他们最常见的颜色是灰色，但它们也有许多其它的颜色。它们以智慧、灵敏度和顺从而闻名。该品种内有一个子品种称为迦太基，被育种者认为是最纯种的安达卢西亚马，尽管这个说法并没有遗传学上的证据。然而，该子品种仍然被认为是独立于主品种的，并且受到育种者的青睐，因为买方愿为迦太基血统的马花更多的钱。有几个相互竞争的注册机构保存着被认证为安达卢西亚马或PRE的马匹的记录，但他们对安达卢西亚马和PRE的定义有所不同，包括不同品种血统的纯度，和证书所有权的合法性。截至2011年，至少有一场诉讼正在进行，以确定西班牙PRE证书的所有权。
安达卢西亚马与葡萄牙的卢西塔诺马密切相关，并已被用于开发许多其它品种，尤其是在欧洲和美洲。作为安达卢西亚马祖先的品种包括很多欧洲的温血马，以及西半球的品种，如阿兹台克马。经过几个世纪的发展，安达卢西亚品种因其运动能力和体力而受到青睐。这种马最初被用于古典盛装舞步、拉车、斗牛和作为牧马。现代的安达卢西亚马被用于很多马术活动，包括盛装舞步、场地障碍赛和拉车。该品种还被广泛用在电影中，尤其是历史影片和奇幻史诗。

## 特点

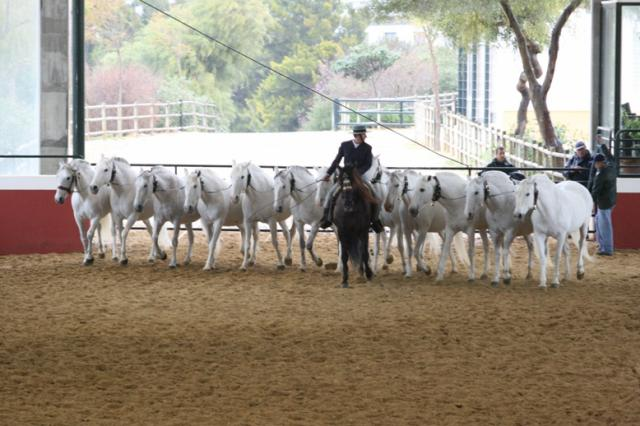
安达卢西亚马的“眼镜蛇”，即，由一名驯马师来展示一群成年母马

安达卢西亚公马平均马肩隆高约61.5英寸（1,560），体重约512（1,129英磅）；母马平均约为60.5英寸（1,540），412（908英磅）。西班牙政府为该品种在西班牙的登记设置了最低身高，其中公马为60英寸（1,500），母马为59英寸（1,500）。该标准已被西班牙全国西班牙纯种马饲养者协会（Asociación Nacional de Criadores de Caballo de Pura Raza Española，ANCCE）和澳大拉西亚安达卢西亚马协会（Andalusian Horse Association of Australasia）所采纳。西班牙法律还要求，如果饲养的家畜要认定为“优秀”或者“精英”，则公马至少要达到61英寸（1,500），母马至少要达到60.25英寸（1,530）。
安达卢西亚马既优雅又健壮。该品种的马头部长度适中，轮廓笔直或略微凸出。过于凸凹的轮廓在该品种中是不受欢迎的，在品种展示时也是减分项。它们的脖子长而宽，马肩隆明显，胸部很大。它们的背较短，后腿宽大而强壮，臀部很圆。该品种较受欢迎的是，腿没有缺陷或受伤倾向，步态充满活力。鬃毛和尾毛长且浓密，但腿上并没有过多的腿羽。安达卢西亚马往往是温顺的，但保持聪明和敏感。当受到尊重时，他们能快速地学习、反应和合作。
还有两个额外特征可以独特于迦太基品种，据信可以追溯到该品种的基础种马埃斯克拉沃（Esclavo）。第一个是尾巴下的疣，这是埃斯克拉沃遗传给其后代的特征，一些饲养者也认为这是证明一匹马具有埃斯克拉沃血统的必要特征。第二个特征是偶尔出现的“角”，即额头的凸起，可能是遗传自其亚洲的祖先。对这种凸起的物理描述有所不同，从颞部的钙样沉积物，到耳朵附近或后面的小角状凸起。但这些“角”并不会被认为是埃斯克拉沃血统的证明，这一点与尾部的疣不同。
过去，大多数的马匹毛色都有发现，包括斑点图案。今天，大多数安达卢西亚马是灰色或枣色；在美国，所有安达卢西亚马中大约有80%是灰色的，约15%是枣色的，剩下的5%是黑色、暗褐色、金黄色或栗色。其它颜色，如鹿皮棕色和乳白色，比较罕见，但是品种注册是允许这些颜色的。
在该品种的早期历史中，某些白色印记和毛旋被认为是特征指标和好运或坏运。:313腿上有白袜的马被认为有好运或坏运，这取决于有标记的腿数。根本没有白色印记的马被认为脾气暴躁、不愿被骑，而某些面部印记被认为代表着诚实、忠诚和耐力。:316–321类似地，毛旋长在不同的地方被认为代表好运或坏运，而最倒霉的地方是在那些马看不到的地方–例如颞部、面颊、肩部或心窝。而如果靠近尾巴根部有两个旋，则被认为是勇气和好运的标志。:330–335
安达卢西亚马的运动舒展、有高度、有节奏且和谐，在转圈和向前运动时都能保持平衡。跳得不高、节奏不规则和过度展翅（腿从膝盖向下往外撇），都是品种注册标准不鼓励的。安达卢西亚马公认的优点是其敏捷性和快速学习困难动作的能力，例如举起前腿、紧靠后腿转圈的动作。2001年的一项研究比较了安达卢西亚马、阿拉伯马和盎格鲁-阿拉伯马在小跑时的运动学特征。他们发现安达卢西亚马的追迹（后蹄踏地的位置超出前蹄印的程度）较少，但也表现出前后腿关节的弯曲程度更大，其运动与该品种通常抬得更高的步态方式一致。该研究的作者的理论认为，该品种这些小跑的特征可能有助于它他们作为骑乘马和盛装舞步马取得成功。
2008年的一项研究发现，安达卢西亚马患小肠缺血性疾病（血液流动减少）的比例明显高于其它品种；而种公马患腹股沟疝的数字较高，发生的风险比其它品种高30倍。同时，它们也显示出大肠梗阻的发病率较低。在研究过程中还发现，安达卢西亚马患蹄叶炎的风险是最高的，这是一种与肠道问题有关的医学并发症。

## 历史

### 早期发展
安达卢西亚马是西班牙和葡萄牙的伊比利亚马的后代，其名字源自其发源地——西班牙的安达卢西亚地区。:159岩洞壁画显示，早在公元前20,000至30,000年，马就已经出现在伊比利亚半岛上了。尽管葡萄牙历史学家鲁伊·安德拉德（Ruy d'Andrade）假设，古老的索拉亚马是南部的伊比利亚马，包括安达卢西亚马的祖先之一，使用线粒体DNA进行的遗传学研究显示，索拉亚马是一个在很大程度上区别于大多数伊比利亚马的基因簇的一部分。
在整个历史上，伊比利亚的品种受到了许多不同的占领西班牙的民族和文化的影响，包括凯尔特人、布匿人、古罗马人，各种日耳曼人和摩尔人。早在公元前450年，伊比利亚马就被确认为有才华的战马。对现代伊比利亚半岛的安达卢西亚马和北非的巴布马进行的线粒体DNA研究提供了令人信服的证据，表明这两个品种都跨越了直布罗陀海峡，被用于彼此的育种，从而影响了彼此的血统。因此，安达卢西亚马可能是欧洲第一种“温血马”，是重型的欧洲马和轻型的东方马的混合。:77欧洲历史上记录的一些最早的书面谱系图是由加尔都西会修士保存的，:163他们从13世纪就开始保存了。因为他们能读会写，也能够仔细地保存记录，因此某些贵族成员，特别是西班牙的，将马的育种工作交给了修士们。15世纪末，在赫雷斯、塞维利亚和卡萨利亚的迦太基修道院建起了安达卢西亚马的育种马场。
使用最好的西班牙詹妮特马作为基础血库，迦太基修士为卡斯蒂利亚王权培育了有力的、能负重的安达卢西亚马。:139–140这些马是由詹妮特马和温血马杂交来的，比原先的詹妮特马更高，也更有力。:161–163到15世纪，安达卢西亚马已成为一个独特的品种，并被用来影响其它品种的开发。它们还被用作骑兵的马。即使在16和17世纪，西班牙马尚未达到现代安达卢西亚马的最终型式。:161–163到1667年，纽卡斯尔公爵威廉·卡文迪许将安达卢西亚的西班牙马称为马匹世界的“王子”，并称它们“非常聪明”。伊比利亚马开始被称为“欧洲皇家马”，并出现在许多国家的皇家庭院和骑马学校中，这些国家包括奥地利、意大利、法国和德国。到16世纪，在查理五世（1500-1558）和菲利普二世（1556-1581）统治期间，西班牙马被认为是世界上最好的马。:167即使在西班牙、高品质的马主要也是有钱人拥有的。:77在16世纪，在通货膨胀和对马具、战马需求增加的驱动下，马的价格非常高。始终昂贵的安达卢西亚马变得更加昂贵，经常是出价再高都买不到一匹该品种的马。:107

### 传播

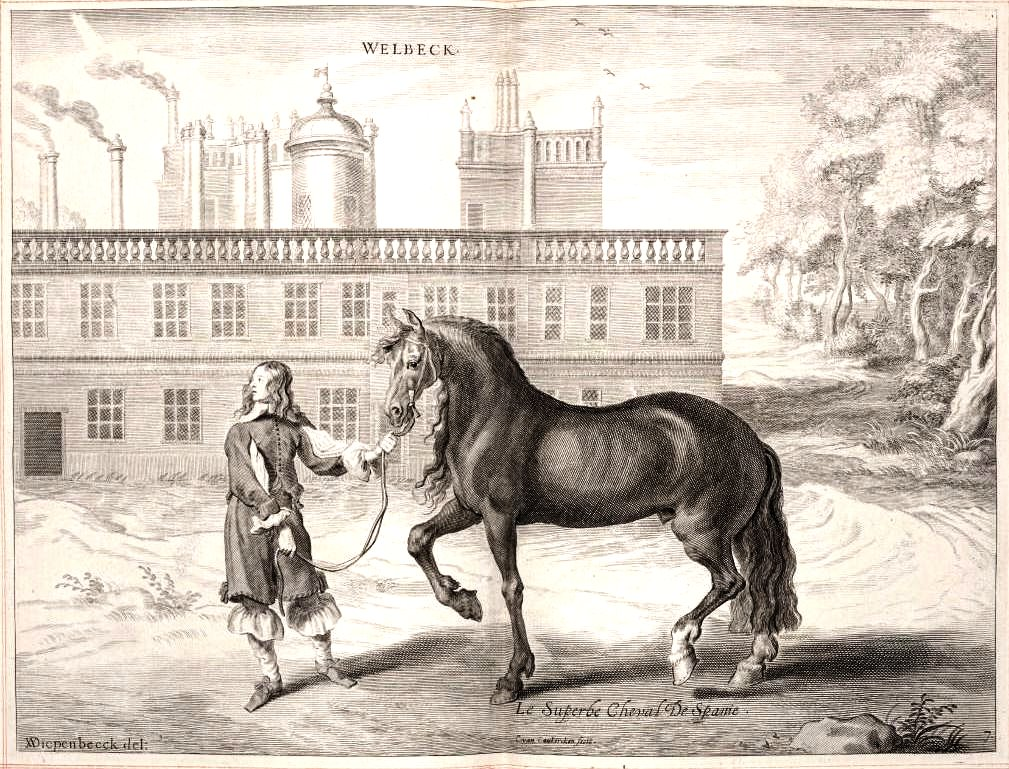
1743年的“西班牙马”版刻

西班牙马也被西班牙政府作为一种外交工具而广泛传播，他们将马和出口权授予优秀公民和其他皇族。:59早在15世纪，西班牙马就广泛地分布到了整个地中海地区，甚至在北欧国家也广为人知，尽管在那边不那么常见而且更加昂贵。:77随着时间的推移，欧洲各地的国王，包括从弗朗索瓦一世到路易十六的每位法国君主都制作了骑马肖像，展示着自己骑着西班牙式的马。:59法国国王，包括路易十三和路易十四，都特别推崇西班牙马；亨利四世的马术老师，所罗门·德拉布鲁在1600年说，“比较最好的马，我将西班牙马的完美表现放在首位，因为它最漂亮，最高贵，最优雅，也最勇敢”。:83来自西班牙和葡萄牙的战马，于12世纪开始引入英格兰，其进口一直持续到15世纪。在16世纪，亨利八世在与阿拉贡的凯瑟琳结婚时，收到了查理五世、阿拉贡的费尔南多二世和萨沃伊公爵等人赠送的西班牙马作为礼物。他还通过在西班牙的代理人购买了更多的战马和骑乘马。:76到1576，西班牙马在马姆斯伯里和特伯利的英国皇家种马中已经占到了三分之一。:60西班牙马在英国于17世纪达到顶峰，当时马可以自由地从西班牙进口，并在王室之间作为礼物交换。在18世纪中期以后，随着纯种马的引进，人们对西班牙马的兴趣有所减退，但直到19世纪初，它们仍然受到欢迎。:94–9516世纪的征服者就骑着西班牙马，尤其是来自安达卢西亚的马，现代的安达卢西亚马就是从类似的血统中继承而来的。:159到1500年，西班牙马在圣多明哥的种马的基础上形成了，西班牙马进入了在北美和南美发现的许多品种的血统中。从16世纪开始，许多西班牙探险家就带着西班牙马，开始用作战马，后来也作为繁殖的血库。:209–210到1642年，西班牙马已经扩散到摩尔达维亚，到了特兰西瓦尼亚王子乔治一世·拉科奇的马厩里。:97

### 19世纪至今

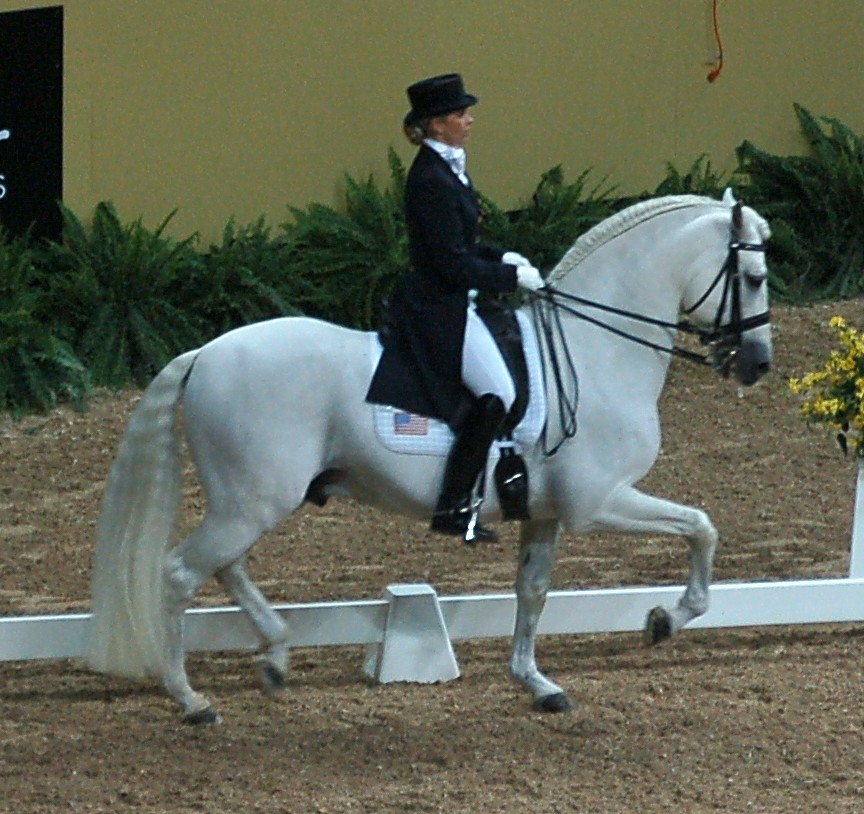
一匹安达卢西亚马正在2007年世界杯决赛上表演盛装舞步

尽管其历史悠久，但所有现存的安达卢西亚马都可以追溯到18和19世纪由宗教团体育种的一小批马匹。从16世纪开始涌入的重型马的血统，导致很多血统被稀释；只有那些受到选育保护的品种才能完好地保存下来，成为现代安达卢西亚马。在19世纪，安达卢西亚马这一品种受到威胁，因为很多马被盗或在战时被征用，包括橘子战争、半岛战争和三次卡洛斯战争。拿破仑的侵略军也偷走了很多马。但是有一群安达卢西亚马被藏起来了，没有被入侵者偷走，并且后来被用于更新品种。:63–701822年，育种者开始向西班牙马血统中注入诺曼马的血液，并进一步注入阿拉伯马的血液。部分原因是，由于机械化程度的提高和军队内需求的变化，要求骑兵冲锋的马速度更快，以及体型更大的马来拉动炮架。:63–701832年，一场流行病严重影响了西班牙马的数量，只有卡图加一所修道院的马场里有一小群幸存下来。在19世纪和20世纪初，欧洲的饲养者，尤其是德国人，从重视安达卢西亚马和那不勒斯马（从骑士精神衰落以来一向重视的），转为重视纯种马和温血马的繁殖，这进一步减少了安达卢西亚马的数量。:134尽管这种重视程度发生了变化，安达卢西亚马的繁殖却在缓慢恢复。1869年，塞维利亚马匹博览会（Seville Horse Fair，最初由罗马人开始举办）接待了一万到一万两千匹西班牙马。:118在20世纪初，西班牙马的繁殖开始聚焦于其它品种，尤其是挽马品种、阿拉伯马、纯种马，以及这些品种之间的杂交，还有这些品种和安达卢西亚马之间的杂交。而纯种的安达卢西亚马并不被育种者或军队看好，数量明显下降。:63–70
到1962年，安达卢西亚马才开始从西班牙出口。1971年，第一批安达卢西亚马被进口到澳大利亚。1973年，澳大拉西亚安达卢西亚马协会（Andalusian Horse Association of Australasia）成立，来为这些安达卢西亚马及其后代注册。严格检疫规定多年来一直阻止着新的安达卢西亚血统进口到澳大利亚来。但自1999年以来，已经放宽了规定，有六匹以上的新马被进口到澳大利亚。美国的血统也依赖于进口血库，美国所有的安达卢西亚马都可以直接追溯到葡萄牙和西班牙的证书。在美国，大约有8,500匹马，国际安达卢西亚马和卢西塔诺马协会（International Andalusian and Lusitano Horse Association，简称IALHA）每年注册大约700匹新的纯种马驹。这些数字表明，安达卢西亚马在美国是一个相对稀有的品种。在2003年，种马簿上登记了75,389匹马，这几乎相当于西班牙国内马匹的66%。21世纪，该品种的数量一直在增加。在2010年底，在西班牙环境、农村和海洋环境部的数据库中总共记录了185,926匹西班牙纯种马。这些马中，有28,801匹（约15％）是在世界其它国家；而在西班牙国内，有65,371匹（约42％）是在安达卢西亚。

### 品种细分
迦太基安达卢西亚马，即“卡尔图加诺马”（Cartujano），通常被认为是最纯的安达卢西亚马变种，并拥有世界上有记载的最古老系谱线之一。纯亚型很少见，从19世纪开始给马发证书以来，直到1998年，在注册的安达卢西亚马中，只有大约12%认为是迦太基马。它们在所有种马中只占3.6%，但在用于繁殖的公种马中占14.2%。过去，在育种中，迦太基马会被给予优先考虑，这导致很大一部分安达卢西亚马的祖先集中在一小部分马匹中，并有可能限制了该品种的遗传变异。2005年的一项研究比较了迦太基马和非迦太基马之间的遗传距离。他们根据家谱信息计算出固定指数（FST），得出的结论是，这两者之间的区别不能被遗传证据所支持。但是身体上会有细微的差异：迦太基马的头部形状凹入，更像“东方马”，而且灰色马更多；而非迦太基马则倾向于轮廓凸出，并且其它颜色皮毛的更更多，例如枣色。
迦太基亚型是在18世纪早期形成的，当时，西班牙两兄弟安德烈斯·萨莫拉（Andrés Zamora）和迭戈·萨莫拉（Diego Zamora），购买了一匹名叫埃尔·索尔达多（El Soldado）的种马，并让他与两匹母马交配。这两匹母马是西班牙国王购买的母马的后代，西班牙国王将那些母马放在了阿兰胡埃斯，西班牙最古老的养马场之一。:111埃尔·索尔达多的后代之一，一匹暗灰色公马驹名叫埃斯克拉沃（Esclavo），成为了迦太基品种的父系基础。大约1736年，一群由埃斯克拉沃繁殖而来的母马被交给一群迦太基修士来抵债。该血统的其它马被吸收进主要的安达卢西亚品种中；而交给修士的马则被繁育为一个特殊品种，称为扎莫拉诺斯（Zamoranos）。在接下来的几个世纪，扎莫拉诺斯血统一直由迦太基修士守护着，他们甚至违抗了从那不勒斯马和中欧品种引入外部血统的皇家命令。但是，他们却引入了阿拉伯马和巴布马的血统来改善这一品种。在半岛战争期间，原始的迦太基马被严重消耗，如果不是扎帕塔（Zapata）家族的努力，这一品种可能已经灭绝了。:29今天，迦太基品种被饲养在赫雷斯-德拉弗龙特拉、巴达霍斯和科尔多瓦周围的国有种马场，:111以及一些私人家庭。西班牙一直对迦太基马有需求，买方会花高价来购买这一品种的马。:29

### 对其它品种的影响

一匹安达卢西亚马正在表演通道 (盛装舞步)

在14到17世纪之间，西班牙在世界范围的军事活动需要大量的马匹，已经超过了本地西班牙母马所能提供的数量。西班牙的习俗还要求骑兵骑种公马，从来不骑母马或阉马。由于这些因素，西班牙种公马在许多国家与当地的母马杂交，在他们所到之处加入西班牙血统，尤其是其它欧洲品种。:59
后来的哈布斯堡王朝家族统治过西班牙和其它欧洲国家，受其影响，安达卢西亚马被与中欧和低地国家的马杂交，因此与许多开发品种密切相关，包括那不勒斯马、格罗宁根马、利皮赞马和克拉德鲁伯马。:169自16世纪以来，西班牙马在德国已被广泛用于古典盛装舞步。它们因此影响了很多德国品种，包括汉诺威马、荷尔斯泰因马、东弗里斯兰马和奥尔登堡马。:85荷兰品种，如弗里斯兰马和海尔德兰马也含有明显的西班牙血统，还有丹麦品种，如腓特烈堡马和纳布斯楚珀马。:94
安达卢西亚马对卢西塔诺马的一个品种艾尔特里尔的建立产生了重大影响。:14</ref>还有阿兹特克马，这是将安达卢西亚马与美洲奎特马和克里奥尔马血统杂交而建立的一个墨西哥品种。安达卢西亚马的西班牙詹妮特祖先还在美洲发展出了殖民地西班牙马，这成为了南北美洲许多品种的血统基础。:159安达卢西亚马在最近也被用来创造新品种，沃兰德马（安达卢西亚马/弗里斯兰马杂交）和西班牙-诺曼马（安达卢西亚马/佩切龙马杂交）的品种协会，都在1990年代成立了。

## 命名与注册
直到现代，整个欧洲的马匹品种主要都是以其繁殖地的名称命名的。:158因此，最初用“安达卢西亚”来简单描述来自西班牙安达卢西亚的品质独特的马。:159同样，与安达卢西亚马非常相似的葡萄牙卢西塔诺马，其名字来源于葡萄牙的古罗马名称“卢西塔尼亚”。:158
安达卢西亚马在历史上曾被称为伊比利亚鞍马（Iberian Saddle Horse）、伊比利亚战马（Iberian War Horse）、西班牙马（Spanish Horse）、葡萄牙马（Portuguese）、半岛马（Peninsular）、埃斯特雷麦诺马（Extremeño）、维拉诺马（Villanos）、扎帕塔马（Zapata）、扎莫拉诺斯马（Zamoranos）、卡斯蒂利亚马（Castilian）和詹妮特马。:7葡萄牙马的名字指的是现在的卢西塔诺，而半岛马、伊比利亚鞍马和伊比利亚战马等名称则是将马的来源地伊比利亚半岛作为一个整体。埃斯特雷麦诺马的名字指的是西班牙马来自西班牙的埃斯特雷马杜拉省，扎帕塔马或扎帕特罗马的名字来源于扎帕塔家族马场。维拉诺马的名字偶尔会被用于现代的安达卢西亚马，但最初用来指来自哈恩北边山脉的大型杂种马。:30–34迦太基马（Carthusian），又称为迦太基-安达卢西亚马和迦太哈诺马（Cartujano），是安达卢西亚马的一个亚种，而不是一个本身独特的品种。安达卢西亚马的一个俗称是“御马”。某些来源指出，安达卢西亚马和卢西塔诺马的基因是相同的，不同的只是马匹个体的起源国家。

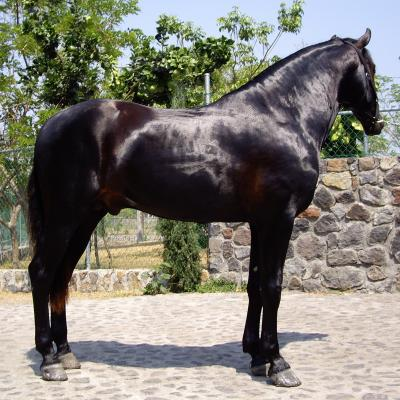
一匹纯种西班牙马

在今天的许多地区，安达卢西亚马和卢西塔诺马的育种、展示和登记都是由相同的注册机构控制的。其中一个例子是国际安达卢西亚马和卢西塔诺马协会（International Andalusian and Lusitano Horse Association，简称IALHA），他们宣称在所有的安达卢西亚马注册机构中是会员最多的。其它机构，例如西班牙纯种西班牙马饲养者协会（Asociación Nacional de Criadores de Caballo de Pura Raza Española，简称ANCCE），则使用“纯种西班牙马”（pura raza española，简称PRE）来描述真正的西班牙马，并宣称是在西班牙和世界其它任何地方为PRE进行官方注册和颁发文件的唯一权威。在世界上大多数地方，“安达卢西亚马”和“PRE”被认为是一样的，是同一个品种，但ANCCE的公开立场是，“安达卢西亚马”和“伊比利亚马”仅指杂种马，ANCCE认为这些马缺乏品质和纯种程度，无法从西班牙证书（Spanish Stud Book）官方得到正式文件或注册。
在澳大拉西亚，澳大拉西亚安达卢西亚马协会（Australasia Andalusian Association）为安达卢西亚马、澳大利亚安达卢西亚马和混血安达卢西亚马进行注册。他们认为，“安达卢西亚马”和“PRE”是可以互换的。他们与澳大拉西亚卢西塔诺马协会（Lusitano Association of Australasia）共同管理纯种伊比利亚马（安达卢西亚马/卢西塔诺马的杂交）。在澳大利亚这家注册机构，有各种级别的杂交马。一级杂交安达卢西亚马是拥有50%安达卢西亚血统的杂交马，而二级杂交安达卢西亚马是将纯种安达卢西亚马与一级杂交马杂交出来的，拥有75%安达卢西亚血统。三级杂交也被该机构称为澳大利亚安达卢西亚马（Australian Andalusian），是二级杂交马与基础安达卢西亚母马交配得来的。该体系被该机构称为“繁殖（breeding up）”程序。

### 纯种西班牙马
“pura raza española”（PRE，纯种西班牙马）在英语中通常表示为“Pure Spanish Horse”（并非直译），私人组织ANCCE和西班牙农业部都使用该术语。ANCCE既不使用“安达卢西亚马”一词，也不使用“伊比利亚马”一词，并且只注册那些具有某些公认血统的马。此外，所有繁殖品种都必须经过评估程序。ANCCE成立于1972年。西班牙农业部承认ANCCE是全球PRE育种者和所有者的代表实体，也是品种证书的管理者。ANCCE是全球所有将马匹记录为PRE的育种者的国际总会。例如，美国PRE协会隶属于ANCCE，遵循ANCCE的规则，并拥有相对于IALHA完全独立的管理系统。
第二个团体是纯种西班牙马基金会（Foundation for the Pure Spanish Horse）或世界PRE（PRE Mundial），并已开始另一项PRE注册渠道，作为ANCCE的替代。这家新的注册机构声称，他们所有的注册马匹都能追溯到由“繁殖马”（Cria Caballar）维护了100年的原始种马簿，而“繁殖马”是西班牙国防部的一个分支机构。因此，世界PRE注册机构断言，他们的注册机构是运作至今的最真实、最纯的PRE注册机构。
截至2011年8月，确定PRE种马簿合法持有者的诉讼仍在进行中。西班牙马育种者联盟（Unión de Criadores de Caballos Españoles，简称UCCE）已将一宗案件移交给位于布鲁塞尔的欧洲联盟最高法院，指控西班牙政府将原始的PRE《原始书》（Libro de Origen，官方种马簿）从“繁殖马”移交给ANCCE是非法的。2009年初，法院代表UCCE作出裁决，解释说，《原始书》是“繁殖马”建立的。因为它是由政府机构建立的，因此，将种马书转移给私人机构不符合欧盟法律，将该书转移给非政府组织ANCCE是违法的。法院认为，因赋予ANCCE对种马簿的唯一控制权，西班牙国防部的行事方式涉嫌歧视。法院裁定，对于任何国际协会或西班牙国内协会，只要提出要求，西班牙就必须批准其保存一份种马簿，即家谱书（Libro Genealógico）。根据布鲁塞尔法院的裁决，纯种西班牙马基金会已经提出申请，以维护美国的PRE种马簿。但截至2011年3月，西班牙并没有撤销ANCCE作为PRE种马簿唯一持有人的权利，反而重申了该组织的地位。

## 用途

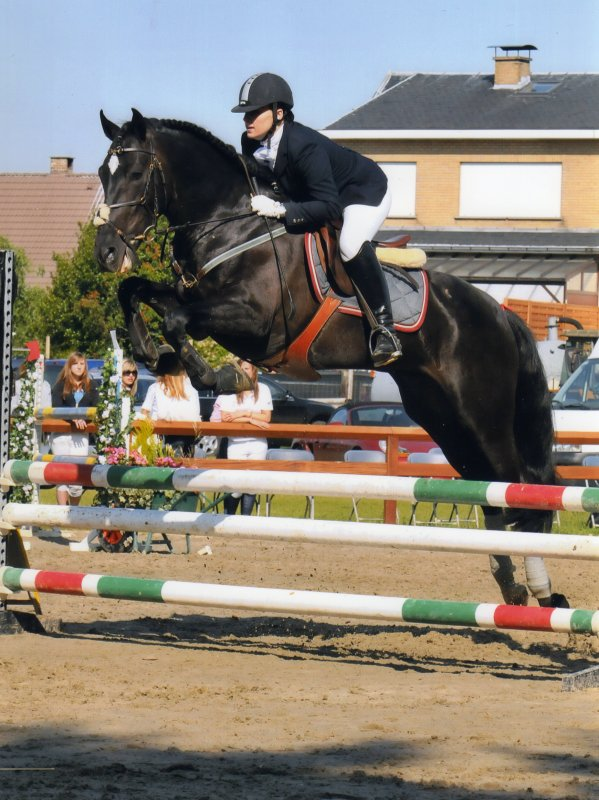
一匹安达卢西亚马正在进行场地障碍赛

几个世纪以来，安达卢西亚马这一品种一直被选为运动马匹。17世纪，在提到多公里赛时，卡文迪许说：“它们比当时已知的其它所有赛马都快得多，即使在进行了许多出色的比赛中，也没有马能与之匹敌。”:75–78在1831年，五岁的马就能在不改变步伐的情况下，疾驰四到五里格，大约12至15英里（19至24）。到1925年，葡萄牙军方对马的期望是，“在不平坦的地形上以不低于10km/h的速度跑40公里，以及在平坦路线上在载重至少70kg的情况下以不低于800米/分钟的速度疾驰8公里”，西班牙军方也有类似的标准。:75–78
从它们历史的一开始，安达卢西亚马就被用来骑乘和拉车。自从第一批马匹被用于经典盛装舞步，他们在今天的盛装舞步国际比赛中仍然是一个标志。在2002年世界马术运动会上，获得铜牌的西班牙盛装舞步队中就有两匹安达卢西亚马，该队还获得了2004年奥运会银牌。今天，该品种越来越多地被选择性繁殖，以增加对古典盛装舞步的适应性。但是从历史上来看，它们也被用作牧马，尤其适合放牧以进取性格闻名的伊比利亚牛。它们过去和现在都以用于骑马斗牛而闻名。母马传统上被用于“拉特里亚”（la trilla），这是西班牙直到1960年代都在实行的谷物脱粒方法。母马，有些怀着孕或是带着小马驹在身边，会花费整天的时间在谷物上奔跑。除用于传统的耕作方式外，它还被用于测试怀孕的安达卢西亚马血统的耐力、坚韧性和意愿性。:70–72
安达卢西亚马今天被用于场地障碍赛、西部乐趣和许多其它种类的马展。南加州大学的吉祥物旅行者，目前是一匹安达卢西亚马。安达卢西亚马的外表很上镜，其拱起的脖子、发达的肌肉和充满活力的步态，使其成为电影中，尤其是历史片和奇幻史诗片中，很受欢迎的品种。安达卢西亚马已经出现在很多电影中，从《角斗士》到《夜访吸血鬼》，从《古墓丽影：生命的摇篮》到《勇敢的心》。它们还出现在一些奇幻史诗片中，如《魔戒电影三部曲》、《亚瑟王》和《纳尼亚传奇：狮子·女巫·魔衣橱》。2006年，西班牙征服者胡安·德·奥纳特的骑马铜像在得克萨斯州埃尔帕索落成，高36英尺（11）。该马即是一匹安达卢西亚种公马，是目前世界上最大的青铜马。